# Teskedsgumman
Teskedsgumman (norska: Teskjekjerringa) är en serie barnböcker skrivna av den norske författaren Alf Prøysen. Den första boken kom ut på svenska 1956, ett år innan den kom ut på norska. Så gott som alla svenska utgivna böcker i serien har illustrerats av Björn Berg och översatts av Ulf Peder Olrog.

## Beskrivning
Huvudpersonen är gumman som ofrivilligt blir liten som en tesked men som ändå eller tack vare det alltid klarar sig ur knepiga situationer, inte minst eftersom hon kan tala med djur när hon är liten. Hon bor i en stuga på landet tillsammans med sin gubbe. 

## Böcker
- 1956 – Gumman som blev liten som en tesked (Kjerringa som ble så lita som ei teskje)
- 1968 – Teskedsgumman i sagoskogen (Teskjekjerringa i eventyrskauen)
- 1968 – Göta Petter, sa teskedsgumman (Eventyret om teskekonen)
- 1969 – Teskedsgumman på camping (Teskjekjerringa på camping)
- 1970 – Här kommer jag, sa teskedsgumman
- 1972 – Teskedsgumman flyger och far
- 1976 – Gumman som blev liten som en tesked (Kjerringa som var så lita som ei teskje)
- 1990 – Teskedsgumman och älgen (Teskjekjerringa og elgen)
- 1991 – Teskedsgumman och den gömda skatten (Teskjekerringa og den skjulte skatten)

## Filmatiseringar
År 1967 gjordes en svensk adventskalender för radio och TV med namnet Gumman som blev liten som en tesked, och 1973 återkom hon i TV-serien Teskedsgumman. En japansk tecknad TV-serie som gjordes på 1980-talet översattes till närmare ett halvdussin språk.

## Källhänvisningar
1. ↑  Sundmark, Björn (2014-12-22). ”Teskedsgumman – en publikationshistoria på tre språk” (på engelska). Barnboken. doi:10.14811/clr.v37i0.190. ISSN 0347-772X. https://barnboken.net/index.php/clr/article/view/190. Läst 5 februari 2023.
2. ↑  Katharina Johansson (1 december 2012). ”Julkalendern i SVT 1960-2012”. Göteborgs-Posten. Arkiverad från originalet den 8 december 2015. https://web.archive.org/web/20151208133115/https://www.gp.se/kulturnoje/1.1148135-julkalendern-i-svt-1960-2012. Läst 19 november 2015.
3. ↑  Teskedsgumman på Svensk Filmdatabas
4. ↑  "Spoon Oba-san" (Anime News Network's Encyclopedia)